# Бабыкин, Михаил Васильевич
Михаил Васильевич Бабыкин (1932—1990) — советский физик, лауреат Государственной премии СССР (1981).
С 1955 г. и до последних дней жизни работал в Институте атомной энергии (ИАЭ), последняя должность - начальник лаборатории плотной плазмы.
В 1961 г. стал соавтором научного открытия «Турбулентный нагрев и аномальное сопротивление плазмы». Формула открытия: «Установлено неизвестное ранее явление аномального увеличения сопротивления и турбулентный нагрев плазмы электрическим током, обусловленные взаимодействием частиц с плазменными колебаниями, возбуждаемыми током» (Е. К. Завойский, Ф. Б. Файнберг, Л. И. Рудаков, С. Д. Фанченко,  Е. Д. Волков, Б. А. Демидов, В. А. Скорюпин, В. А. Супруненко, Е. А. Сухомлин, П. П. Гаврин). Номер и дата приоритета: № 112 от 9 сентября 1961 г.
В 1966 г. защитил кандидатскую диссертацию:
- Экспериментальное изучение турбулентного нагрева плазмы : диссертация … кандидата физико-математических наук : 01.00.00. — Москва, 1966. — 132 с. : ил.

Область научных интересов — исследования в области мощной импульсной техники, физики плазмы.
Сочинения:
- Генерация и фокусировка сильноточных релятивистских электронных пучков / [Рудаков Л. И., Бабыкин М. В., Гордеев А. В. и др.]; Под ред. Л. И. Рудакова. — М. : Энергоатомиздат, 1990. — 279,[1] с. : ил.; 21 см; ISBN 5-283-03932-2 : 3 р. 70 к.
- М. В. Бабыкин, Е. К. Завойский, А. А. Иванов, Л. И. Рудаков. Доклад на 1У Международную конференцию по физике плазмы. Мэдисон, США, 1971.
- Итоги науки и техники. Серия «Физика плазмы». Т. 1, ч. 2:Электронный термоядерный синтез / ВЧ- и СВЧ-методы нагрева плазмы /М. В. Бабыкин, В. В. Аликаев. — 1981.

## Награды
Лауреат Государственной премии СССР (1981, в составе коллектива) — за цикл работ по разработке научно-технических основ и созданию мощных импульсных электронных ускорителей с водяной изоляцией.